# Mesochria congoensis
Espèce
Mesochria congoensis est une espèce de diptères nématocères de la famille des Anisopodidae.

## Systématique
L'espèce Mesochria congoensis a été décrite en 1956 par l'entomologiste et diptérologue belge Roger Tollet (d) (1912-1992).